# Флаг Федерации Боснии и Герцеговины
Флаг Федерации Боснии и Герцеговины (босн. и хорв. Zastava Federacije Bosne i Hercegovine, серб. Застава Федерације Босне и Херцеговине) — бывший флаг Федерации Боснии и Герцеговины принятый 5 ноября 1996 года.
Зелёная полоса и зелёный герб с золотой геральдической лилией символизирует боснийцев, а красная полоса и герб с бело-красным шахматным полем — боснийских хорватов.
Десять звёзд расположенных по кругу, хоть и напоминают флаг Европы, символизируют 10 кантонов Федерации Боснии и Герцеговины.
Конституционный суд Боснии и Герцеговины проголосовал против использования символики Федерации, как не предусмотренный конституцией.
31 марта 2007 года это решение было опубликовано в «Правительственном вестнике Боснии и Герцеговины», которое официально запретило использование флага и герба Федерации Боснии и Герцеговины. После этого официальным флагом федерации стал флаг Боснии и Герцеговины.